# Kopaitic-Insel
Die Kopaitic-Insel (spanisch Isla Kopaitic) ist eine Insel vor der Westküste der Trinity-Halbinsel an der Spitze der Antarktischen Halbinsel. Sie liegt 500 m westlich des Kap Legoupil in der Gruppe der Duroch-Inseln.
Teilnehmer der Zweiten Chilenischen Antarktisexpedition (1947–1948) benannten sie nach Leutnant Boris Kopaitic O’Neill, der bei dieser Forschungsreise im Jahr 1947 die Mannschaft auf Greenwich Island (Südliche Shetlandinseln) anführte.